# Externat Saint-Joseph de Cayenne
L'Externat Saint-Joseph de Cayenne est un monument historique de Guyane situé dans la ville de Cayenne.
Le site est inscrit monument historique par arrêté du 10 avril 1989, et abrite également un établissement scolaire privé, accueillant des classes de la maternelle au lycée.